# Katherine McNamara
Katherine Grace McNamara (sinh ngày 22 tháng 11 năm 1995) là nữ diễn viên người Mỹ. Cô được biết đến với vai Harper Munroe trong sê-ri phim hài Happyland (đài MTV) và vai Clary Fray trong sê-ri Shadowhunters (đài Freeform).